# Ctenusa brevipecten
Ctenusa brevipecten är en fjärilsart som beskrevs av George Francis Hampson 1913. Ctenusa brevipecten ingår i släktet Ctenusa och familjen nattflyn. Inga underarter finns listade i Catalogue of Life.